# Жуери гуртик

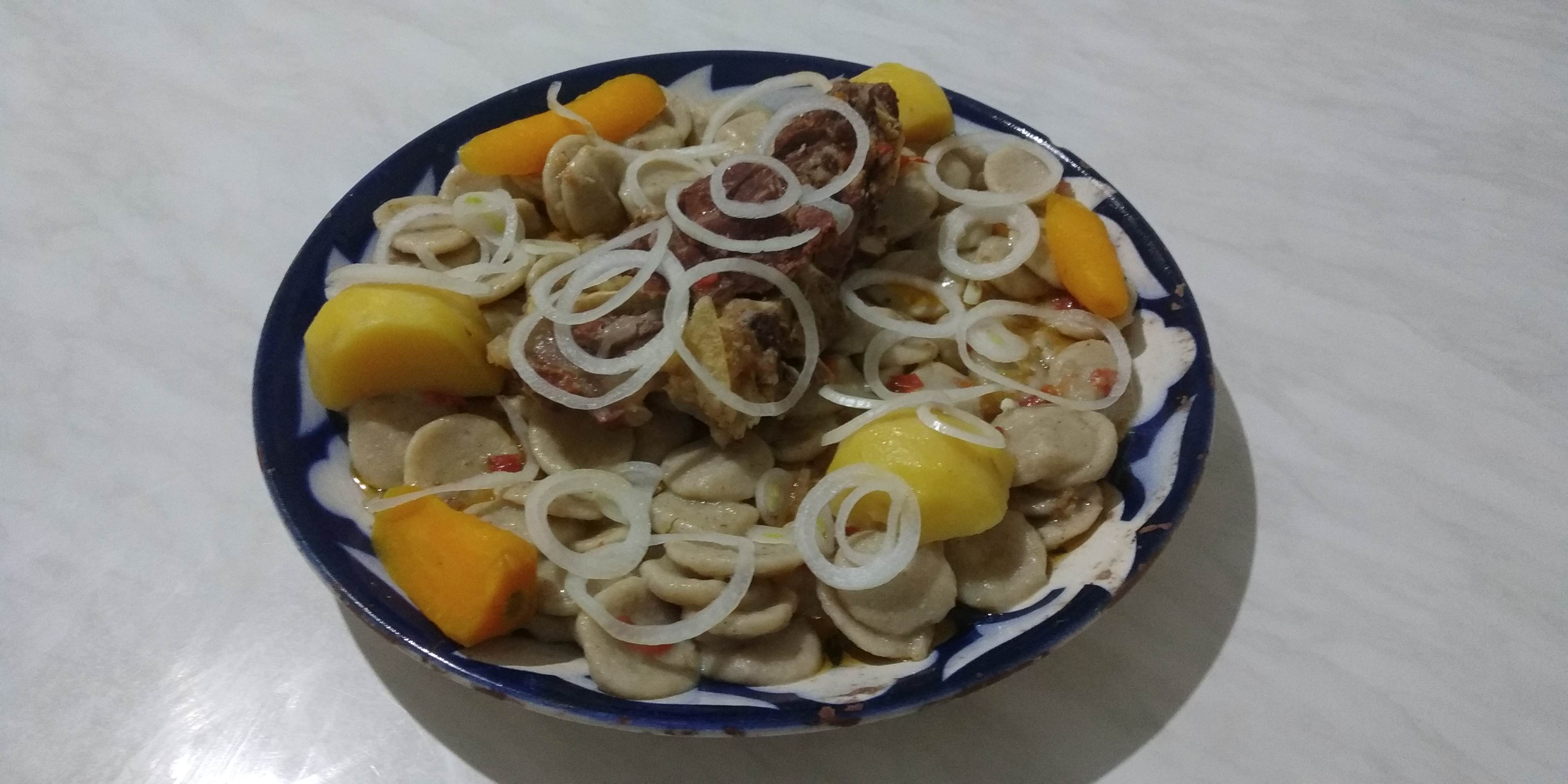
Жуери гуртик

Жуери гуртик (каракалп. jueri gurtik) или жугери гуртик (каракалп. jugeri gurtik) — национальное блюдо каракалпакской кухни, приготовляющееся из джугарной муки. Представляет собой клёцки для мясной еды, делающееся в форме круга, с луком, картофелем, мясом и морковью.
Жугери гуртик, вероятно, относится к числу старинных видов пищи, но используется до сих пор. Способ приготовления этого блюда следующий: в джугарную муку добавляют немного соли, наливают горячую кипячёную воду и замешивают тесто. Затем крепко сжимают тесто в ладонях, лепят продолговатые клёцки; форма четырёх пальцев так и отпечатывается на них; затем опускают их в кипящий бульон.